# Bezirksamt Löffingen
Das Bezirksamt Löffingen war eine von 1813 bis 1821 bestehende Verwaltungseinheit im Südosten des Großherzogtums Baden.

## Geschichte

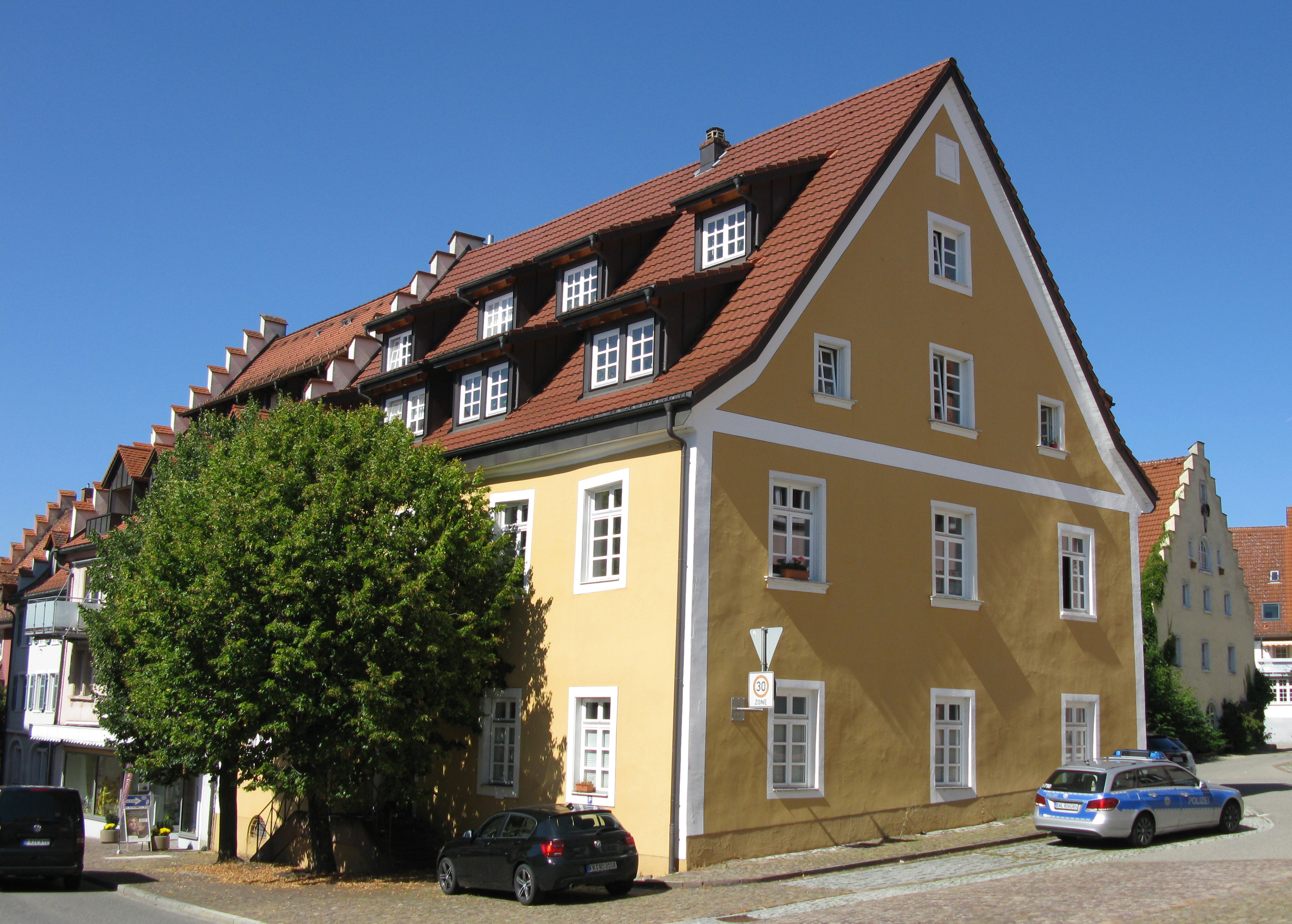
Amtshaus in Löffingen

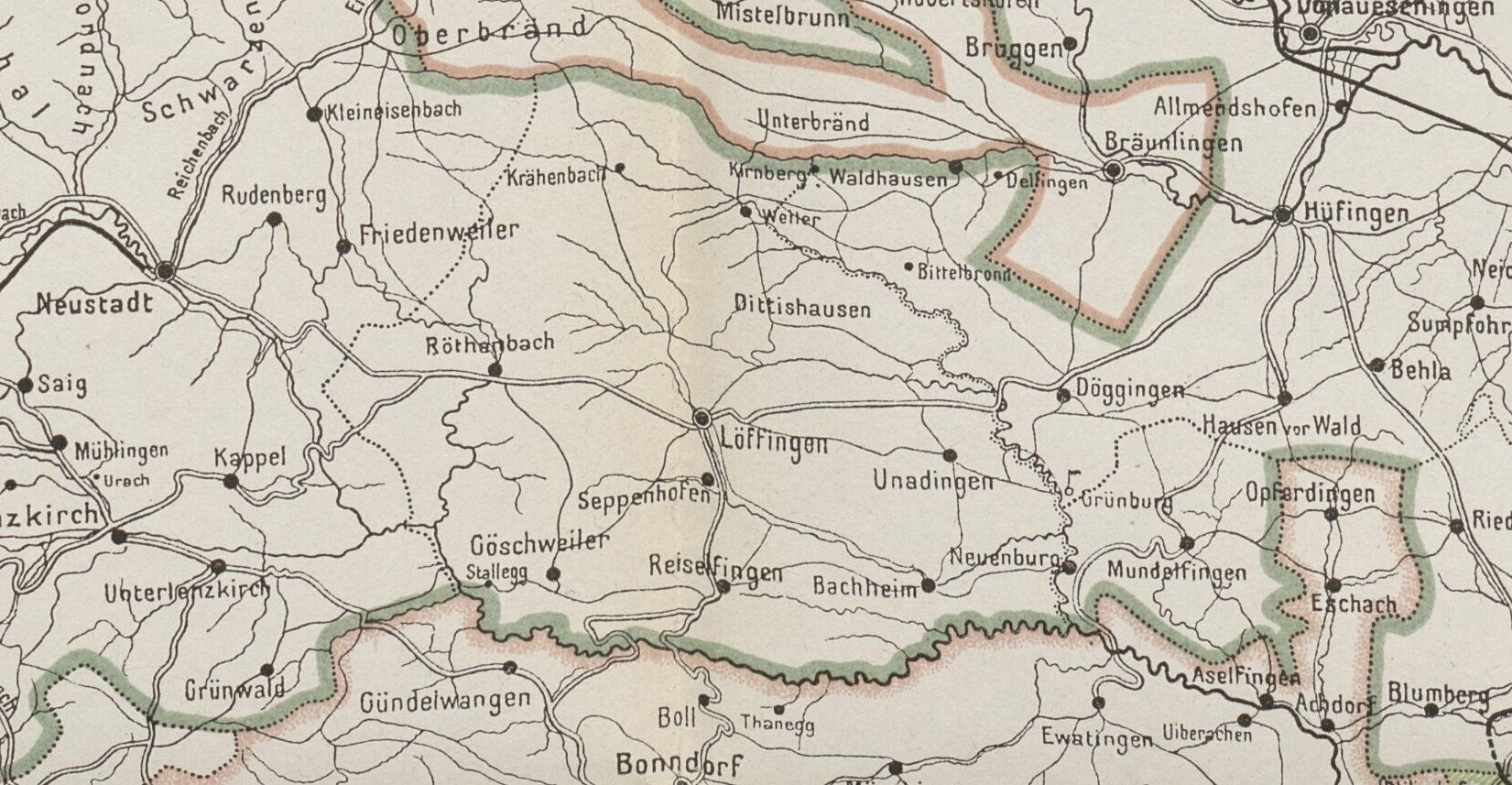
Orte des Amtes Löffingen

Seine historischen Wurzeln hatte das Bezirksamt im Obervogteiamt Löffingen. Es war eines von fünf Ämtern, in denen das Haus Fürstenberg zu Zeiten des Heiligen Römischen Reiches seine Besitzungen in der Baar organisiert hatte. Mit der Rheinbundakte von 1806 wurde das Haus Fürstenberg mediatisiert, ihr Fürstentum Fürstenberg zum größten Teil der badischen Landeshoheit unterstellt. Dessen Regierung errichtete daher im Sommer 1807 das standesherrliche Amt Löffingen, das sich, neben der namensgebenden Stadt, aus den Orten Krähenbach, Rötenbach, Göschweiler, Stallegg, Räuberschlössle, Dietfurt, Reiselfingen, Seppenhofen, Urach, Dittishausen, Röthenbuch, Weiler, Unadingen, Neuenburg und Bachheim zusammensetzte.
Nachdem die Aufhebung der Patrimonialgerichtsbarkeit 1813 eine einheitliche Zuständigkeit der Ämter ermöglicht hatte, war vorgesehen, das Amt Löffingen auf die Bezirksämter Hüfingen und Neustadt aufzuteilen. Dies wurde aber nicht umgesetzt, stattdessen entstand aus dem fürstenbergischen Amt Löffingen das großherzogliche Bezirksamt Löffingen. Leiter blieb, wie zuvor und bis zur Auflösung des Bezirksamtes, Franz Konrad Braun.
1821 wurde das Bezirksamt dann doch aufgeteilt, dabei wurden Unadingen, Neuenburg und Bachheim nach Hüfingen umgegliedert, die restlichen Orte kamen zum Bezirksamt Neustadt.

## Übergeordnete Behörden
Die, im Rahmen der Verwaltungsgliederung des Landes, übergeordnete Behörde war zunächst der Donaukreis. Nach dessen Auflösung 1819 wurde es der Seekreis.

## Weitere Entwicklung
Die drei dem Bezirksamt Hüfingen zugeteilten Gemeinden kamen bei dessen Auflösung 1849 zum Bezirksamt Donaueschingen. 1936 wechselte Bachheim mit dem mittlerweile dorthin eingemeindeten Neuenburg ebenfalls zum Bezirksamt Neustadt. Aus diesem ging 1939 der Landkreis Neustadt hervor. 1956 in Landkreis Hochschwarzwald umbenannt, kamen bei dessen Aufteilung Anfang 1973 Löffingen und Umgebung zum Landkreis Breisgau-Hochschwarzwald. Da bei dieser Gelegenheit auch Unadingen vom Landkreis Donaueschingen dorthin wechselte, sind seither alle Gemeinden des ehemaligen Bezirksamtes Löffingen in einem Landkreis vereinigt.